# Granada Cup
A Granada Cup foi um torneio amistoso de futebol disputado por 4 equipes brasileiras (Cruzeiro, Flamengo, Gama e Goiás), uma equipe ucraniana (Shakhtar Donetsk) e uma equipe lituana (Žalgiris). Os jogos ocorreram em Brasília, nos estádios Mané Garrincha e Bezerrão. O Goiás se sagrou campeão invicto do torneio ganhando do Gama pelo critério de cartões.

## Regulamento
A competição é disputada por quatro clubes (Gama, Goiás, Shakhtar Donetsk e Zalgiris), que concorrem ao título, e mais dois curingas (Flamengo e Cruzeiro). Cada uma das equipes, que concorrem ao troféu, realiza dois jogos. Aquela que somar mais pontos fica com o título do torneio. Os curingas servem apenas para tirar pontos do adversário, no caso o Shakhtar Donetsk.
As equipes são divididas em 2 grupos de 3 times cada. No grupo A (Gama, Goiás e Zalgiris) e no grupo B (Shakhtar Donetsk, Flamengo e Cruzeiro). O Time que somar mais pontos no total ganha o título da Granada Cup.

## Tabela dos clubes

### Grupo A
| Pos. | Equipe           | Pts | J | V | E | D | GP | GC | SG |
| ---- | ---------------- | --- | - | - | - | - | -- | -- | -- |
| 1    | Goiás            | 4   | 2 | 1 | 1 | 0 | 3  | 1  | 2  |
| 2    | Gama             | 4   | 2 | 1 | 1 | 0 | 3  | 1  | 2  |
| 3    | Žalgiris Vilnius | 0   | 2 | 0 | 0 | 2 | 0  | 4  | -4 |

### Grupo B
| Pos. | Equipe           | Pts | J | V | E | D | GP | GC | SG |
| ---- | ---------------- | --- | - | - | - | - | -- | -- | -- |
| 1    | Shakhtar Donetsk | 2   | 2 | 0 | 2 | 0 | 1  | 1  | 0  |
| 2    | Cruzeiro1        | 1   | 1 | 0 | 1 | 0 | 1  | 1  | 0  |
| 3    | Flamengo1        | 1   | 1 | 0 | 1 | 0 | 0  | 0  | 0  |

- ↑1  – Flamengo e Cruzeiro são coringas e não podem conquistar o título, seus objetivos são tirar pontos do Shakhtar Donetsk.

## Jogos[3]

### Primeira rodada
| 17 de janeiro | Gama                   | 2 – 0                       | Žalgiris Vilnius | Bezerrão |
| 17h00         | Formiga 70' · Hugo 83' | Esporte Interativo Nordeste |                  |          |

| Gama | Zalgiris |

### Segunda rodada
| 18 de janeiro | Flamengo | 0 – 0              | Shakhtar Donetsk | Mané Garrincha                                                 |
| 17h00         |          | Esporte Interativo |                  | Público: 26,011 Renda: R$ 1.936.960,00 Árbitro: Rodrigo Raposo |

| Flamengo | Shakhtar |

### Terceira rodada
| 20 de janeiro | Goiás                          | 2 – 0              | Žalgiris Vilnius | Bezerrão |
| 20h00         | Paulo 12' · Bruno Henrique 24' | Esporte Interativo |                  |          |

| Goiás | Zalgiris |

### Quarta rodada
| 22 de janeiro | Gama       | 1 – 1                       | Goiás    | Bezerrão |
| 20h00         | Daniel 12' | Esporte Interativo Nordeste | 35' Erik |          |

| Gama | Goiás |

### Quinta rodada
| 25 de janeiro | Cruzeiro    | 1 – 1                                        | Shakhtar Donetsk  | Mané Garrincha                      |
| 17h00         | Judivan 66' | Esporte Interativo Fox Sports TV Globo Minas | 29' Alex Teixeira | Público: 6,872 Renda: R$ 511.480,00 |

| Cruzeiro | Shakhtar |

## Transmissão
- Brasil: Esporte Interativo, Fox Sports (somente Cruzeiro vs. Shakhtar Donetsk) e TV Globo Minas (somente Cruzeiro vs. Shakhtar Donetsk)

## Premiação
| Granada Cup 2015          |
| Brasil                    |
| ------------------------- |
| Goiás Campeão (1º título) |